# Drei Federn
Drei Federn ist ein Erziehungsroman von Wilhelm Raabe, der 1864/65 entstand und im Sommer 1865 bei Otto Janke in Berlin erschien. Zugleich wurde der Text von demselben Verleger in der „Deutschen Roman-Zeitung“ abgedruckt.
Karoline Sonntag stirbt bald nach der Geburt des einzigen Kindes. Zuvor nimmt sie auf dem Sterbebett dem Jugendfreund August Hahnenberg ein Versprechen ab. Er möge Pate des neugeborenen Knaben sein. Der im Beruf erfolgreiche Notar Dr. Hahnenberg hält sein Versprechen. Der Vormund erzieht über drei Jahrzehnte hinweg sein Mündel August Sonntag.

## Form
Raabe wendet sich der Gegenwart zu und beschreitet einen neuen Weg. Der über den Dingen stehende Alleinerzähler fehlt. In sechs Kapiteln tragen drei Protagonisten ihre äußerst subjektive Sicht auf das Thema vor.
Im ersten und letzten Kapitel kommt der Erzieher August Hahnenberg zu Wort. Da über dreißig Jahre zwischen den beiden Wortmeldungen liegen, unterscheidet sich der Tonfall beträchtlich. Während Hahnenberg im ersten Kapitel die Schwächen seines Freunds Joseph Sonntag – das ist Karolines Gatte – überheblich bloßlegt, bereut er zum Romanschluss zwar seine unbedachte Verurteilung, blickt jedoch gleichzeitig stolz auf die seiner Ansicht nach erfolgreiche Erziehung zurück.
In den vier mittleren Kapiteln wechseln sich das inzwischen erwachsene Patenkind Dr. med. August Sonntag und seine Gattin Mathilde zweimal als Erzähler ab. Mit herzerfrischendem Humor beginnt Mathilde den Vortrag im zweiten Kapitel. Leider muss sie bald dem Gatten die Feder in die Hand drücken, denn das Kind schreit. Lange aber lässt sie dem Ehemann das Schreibgerät nicht. Denn nach Mathildes Meinung ist der Gatte kein besonderer Biograph. Er „schreibe seine Lebensgeschichte wie ein Rezept“ nieder.

## Inhalt

### I. Achtzehnhundertneunundzwanzig
Der 30-jährige Winkeladvokat August Hahnenberg beklagt sein Los. Er wurde in der „Hauptstadt“, die nie genannt wird, aber als Berlin zu erkennen ist, geboren, in einem Haus „in dem ältesten, winkelvollsten Teil der Stadt,  <...> ziemlich abgeschlossen von freier Luft und Sonnenschein“. Nach dem Jurastudium hat er in Hohennöthlingen als Akzessist praktiziert, ist dann in die Hauptstadt zurückgekehrt und arbeitet seitdem hungernd und im Winter frierend zusammen mit seinem Schreiber Pinnemann in einem „dunkeln, kalten Loch“. Die Kundschaft macht sich rar, und mit den Frauen hat er auch kein Glück. Zwar hat ihm seine große Liebe, die Apothekerstochter Karoline Spierling, hoch und heilig versprochen, „lieber zu sterben, als einem andern anzugehören“, doch es kommt anders. Der Apotheker gibt die Tochter seinem ersten Gehilfen, dem Sohn einer begüterten Konditorwitwe, zur Frau. Joseph Sonntag heißt der Glückliche. Joseph ist ausgerechnet Augusts Freund. Der frischgebackene Ehemann weiß nichts von der unglücklichen heimlichen Liebe des Paares August und Karoline. August macht gute Miene zum bösen Spiel. Als Karoline im Kindbett im Sterben liegt, lässt sie den Geliebten rufen, nimmt ihm oben aufgeführtes Versprechen ab und stirbt am 20. November 1829.

### II. Die zweite Feder
Mathilde Sonntag, Tochter des Rektors Frühling aus Hohennöthlingen, entdeckt über dreißig Jahre später die obige Niederschrift des Herrn Paten Hahnenberg in einem Winkel. Hahnenberg ist in der Hauptstadt inzwischen arriviert und reich geworden. Mathilde findet das Manuskript und seinen Verfasser unausstehlich. Eigentlich will sie über den Paten Hahnenberg berichten, dann schreibt sie doch erst einmal über sich. Der junge Doktor der Medizin August Sonntag habe auf der Hochzeit der „schmachtenden Blondine“ Theodore das Glück gehabt, die Bekanntschaft der Erzählerin, seiner späteren Gattin, zu machen. Der junge Herr habe „unbeschreiblich schlecht“ getanzt und der Tänzerin seine Armut gebeichtet. Der Vater habe das ganze Geld der Familie durchgebracht und „im Bankerott“ „das Apotheker- und Drogeriewarengeschäft Spierling“ verloren. Trotz jener denkbar schlechten Anfangsbedingungen angelt sich Mathilde diesen jungen Mediziner.

### III. August hat das Wort
Nach dem finanziellen Ruin hatte Augusts Vater Joseph unermüdlich als gewissenhafter Kopist gearbeitet. Dem Kind August hatte der Vater manchmal von seiner Liebe zu der verstorbenen Mutter Karoline erzählt. Denkt August daran zurück, muss er umso mehr „jedes schnöde, erbarmungslose Wort“ und „jede eiskalte Ironie“ in den aufgefundenen Papieren des doch einsamen Paten verurteilen. Diese verbittert und selbstsüchtig hingeschriebenen Zeilen möchte der junge Dr. med. am liebsten vergessen. August hasst zwar seinen Vormund, fühlt aber gleichzeitig, dass er ihn nicht entbehren kann, dass die sterbende Mutter richtig entschieden hatte. Mit finanzieller Beihilfe des Vormundes hatte August die Hochschulreife erlangt und hatte ein Jurastudium begonnen. Er gibt dem Vater die Schuld, dass er nicht von dem Paten los kam. Joseph hatte sich immer fester an den Jugendfreund Hahnenberg geklammert, je schlechter es ihm gegangen war.
August hatte Pinnemann, mittlerweile Privatsekretär des Vormunds, kennengelernt. Pinnemann, der inzwischen dick geworden war, hatte sich ständig in der Nähe des Paten befunden. August wollte gegen den Notar aufbegehren. Ein Gespräch unter vier Augen war unmöglich gewesen. Hahnenberg hatte das dem Studenten auch abgeschlagen und in einem Atemzug an das Versprechen erinnert, das er Augusts Mutter gegeben hatte. Hahnenberg wollte August das Eisen, das seinen Eltern fehlte, „in die Adern jagen“. Doch nachdem August den blind geborenen Musiker Friedrich Winkler kennengelernt hatte, half ihm der Behinderte, sich aus der Abhängigkeit vom Paten zu befreien. Nach dem Tode des Vaters war August in die medizinische Fakultät gewechselt und später Arzt in Hohennöthlingen geworden.

### IV. Auch Mathildes Tage folgen einander, gleichen aber einander nicht
Mathilde übergibt ihren Sohn Fritzchen der Wärterin, damit sie in Ruhe schreiben kann. Die Schreiberin hat Vorsätze. Weder der Faden noch die Kontenance sollen ihr abhandenkommen. Das fällt schwer. Denn Mathilde hatte es zu Anfang ihrer Ehe nicht leicht. Dem Gatten fehlten die Patienten. Dann musste sie unbedingt den Briefwechsel ihres Mannes mit einer Luise Winkler ausforschen. Die Briefschreiberin erwies sich aber als die Schwester des Blinden. Als Mathilde mit ihrem „zukünftigen Obersanitätsrat“ in die Hauptstadt übersiedelt – der Gatte will dem dort wohnenden blinden Freunde nahe sein – merkt sie, was für ein „bunter Stadtschmetterling“ die „unerzogene, selbsterzogene, verzogene“ Luise ist. In der Stadt wohnen aber auch der Pate und sein Pinnemann ganz in der Nähe. Der Privatsekretär ist total in Luise Winkler verknallt. Pinnemann tanzt nach Luises Pfeife.
Inzwischen hat sich August als Arzt in der Hauptstadt etabliert. In seine Sprechstunde kommen mittlerweile Patienten . An der Universität wird er unter Anatomen immer berühmter – vor allem dank des schönen gelehrten Buches über seine Entdeckung des Eingeweidewurmes Coprosaurus Sonntagianus. Der naturforschende Arzt Dr. med. August Sonntag belehrt seine Frau, der Notar Hahnenberg sei nicht mehr der alte Zyniker. Inzwischen habe Pinnemann den Spieß umgedreht und beherrsche den nun senilen Notar. Ein erster Versuch Mathildes, Hahnemann zur Rede zu stellen, misslingt. „Am zweiten November achtzehnhunderteinundsechzig fiel der Spiegel von der Wand, der Porzellanschrank um und die gebratene Gans, nämlich meine kleine Freundin Luise Winkler, in die Kohlen. <...> An diesem zweiten November achtzehnhunderteinundsechzig <...> ging <...> Herr Karl Pinnemann durch und nahm des Paten Brieftasche und unsere Luise mit; an diesem Tag ging ich zum zweitenmal zu dem Herrn Paten und – fand ihn ‚zu Hause‘.“ Mathilde sagt dem alten Knaben die Meinung.

### V. Coprosaurus Sonntagianus
Als August von der Flucht der leichtsinnigen Schwester seines blinden Freundes erfährt, reist er ihr Hals über Kopf bis an die Reede von Kuxhaven nach. Der Stadtschmetterling Luise Winkler befindet sich in Begleitung Pinnemanns. Der europamüde Privatsekretär hat den „Geldsack“ des Notars Hahnenberg „annexiert“. Ein Strafverfolgungsbeamter ist dem Flüchtling auf den Fersen. Der korpulente Pinnemann, „Coprosaurus der menschlichen Gesellschaft“, hat keine Ausreise-Chance nach England. Der elektrische Telegraph ist bereits erfunden. Luise – zerknirscht – lässt sich von August widerstandslos zu dem harrenden Bruder zurückbringen.

### VI. Achtzehnhundertzweiundsechzig
Im Frühling 1862 blickt der Notar „Hahnenberg, mehr als sechzig Jahre alt“, auf die letzten dreiunddreißig Jahre seines Lebens zurück. Er war ein starker Mann gewesen. Gegen die weniger erfolgreiche Kollegenschar hatte er sich schließlich durchsetzen können. Freude hatte er nur während der Konfrontationen empfunden; nie danach. Sein Vorsatz war es gewesen, Karolines Kind zum Menschen zu bilden – „stark, kühn, gewandt und mitleidlos“, aber zugleich auch, das Kind glücklicher zu machen als sich selbst. Während Hahnenberg die „Entwickelung“ des Knaben mit Argusaugen überwachte und ihm kraftvoll den Weg freimachte, hatte er den Vater des Kindes, seinen Freund Joseph Sonntag nur mit dem Nötigsten versorgt. Der Notar schreibt: „Mit wirklich geheimer Zufriedenheit beobachtete ich, wie mein Schützling anfing, immer unzufriedener, mißmutiger, wilder an seinen Ketten zu zerren; indem er mir als Gegner gegenüberzustehen glaubte, bildete er sich von Tag zu Tag mehr zu meinem Genossen.“ Als sich dann der blinde Friedrich Winkler in das Erziehungswerk Hahnenbergs einmischte, fiel der Abgewiesene in seine „selbstgeschaffene Einsamkeit“ zurück. Gelassenheit hatte der Notar angestrebt und im Leben erreicht. Nun verließ sie ihn. Dann erinnert er sich an das, was „am zweiten November des vorigen Jahres“ geschah: „zwanzig Minuten nach fünf – kam Mathilde Sonntag!“ Durch ihre schonungslose Zurechtweisung hindurch spürt er Zuneigung. „Sie machte ein recht böses Gesicht, aber sie war nahe vor dem Weinen. ‚Mathilde Sonntag, weshalb sind Sie an diesem Abend zu mir gekommen?‘ Sie kam zurück, beugte sich über mich und sah mir, mit einer Träne an jeder Wimper, fest ins Gesicht.“ Zusammen suchen sie Friedrich Winkler auf. „Mit dem Schritt über diese Schwelle war das Fazit meines Lebens gezogen.“ Zuversichtlich kann er schreiben: „Ich wünsche nicht mehr, wie im Jahre achtzehnhundertneunundzwanzig, diese Aufzeichnungen am folgenden Tage fortzuführen; aber eure Kinder, August und Mathilde Sonntag, sollen das Recht haben, ihre Federn stumpf daran zu schreiben, wenn man zählt: achtzehnhundertzweiundneunzig.“

## Zitate
- „Solus cum sola non praesumitur orare Paternoster.“[11]
- „Jeder Augenblick des Lebens kann zu einem Gespenst werden, welches nach Jahren hinter der spanischen Wand des Vergessens hervortritt.“[12]
- „Wir rechnen mit den Wellen, Schaumspritzen und Blasen des Meeres, selten aber mit dem Meere selbst ab.“[13]

## Selbstzeugnisse
- Hans Martin Schultz überlieferte 1921 in persönlichen Erinnerungen Raabes Wort: „Das ist mein erstes selbständiges Werk.“[14]
- In einem Brief vom 28. Oktober 1891 an Sigmund Schott kritisiert Raabe „Die Leute aus dem Walde“ aus dem Jahr 1863 und schließt: „Die ‚Drei Federn‘ dagegen halte ich bescheidentlich immer noch für lesenswert.“[15]

## Rezeption
- Nach seinem Erscheinen wurde der Roman – wenn überhaupt – zurückhaltend und kritisch besprochen.[16]
- Der Roman sei ein „eklatanter Mißerfolg“[17] gewesen.
- Oppermann[18] untersucht die Form des Romans und nennt den Text „ein kompliziertes Geflecht von Erlebnisperspektiven und -deutungen“.[19]
- Der Autor setze sich auch mit dem Darwinismus auseinander.[20][21]
- Goldammer und Richter[22] stellen in ihrer Besprechung den Verführer Pinnemann heraus.
- Nach Jückstock-Kießling[23] gestatte dieses „einzigartige Erzählexperiment“ eine Vorausschau auf manche Eigenheiten des späten Raabe. Daneben könne der kleine Roman gleichsam als Bildungsroman à la „Hungerpastor“ in neuem Gewande angesehen werden. Jedenfalls habe der Autor mit diesem Text die Serie seiner „Kinderbücher“ hinter sich gelassen.
- Meyen[24] nennt sechs Arbeiten aus den Jahren 1865 bis 1938.

## Ausgaben

### Erstausgabe
- Drei Federn. Otto Janke, Berlin 1865. 281 Seiten

### Verwendete Ausgabe
- Drei Federn S. 455–610 in: Peter Goldammer (Hrsg.), Helmut Richter (Hrsg.): Wilhelm Raabe. Ausgewählte Werke in sechs Bänden. Band 3: Der Hungerpastor. Drei Federn. 655 Seiten. Aufbau-Verlag Berlin und Weimar 1964 (Textgrundlage: Karl Hoppe (Hrsg.): die historisch-kritische Braunschweiger Ausgabe)

### Weitere Ausgaben
- Drei Federn. Otto Janke, Berlin 1895 (2. Aufl.). 196 Seiten.
- Drei Federn. Otto Janke, Berlin 1909 (3. Aufl.). 226 Seiten.
- Drei Federn. Mit einem Nachwort von Hans-Jürgen Schrader und Anmerkungen von Peter Goldammer. Aufbau Taschenbuch Verlag, Berlin 2000. 177 S.; ISBN 3-7466-6079-3.
- Drei Schreibfedern. Worttransport.de Verlag Herbert Friedrich Witzel, Berlin 2020 (Aufgefrischter Originaltext). 220 Seiten; ISBN 978-3-944324-47-0.